# Rathaus (Abensberg)

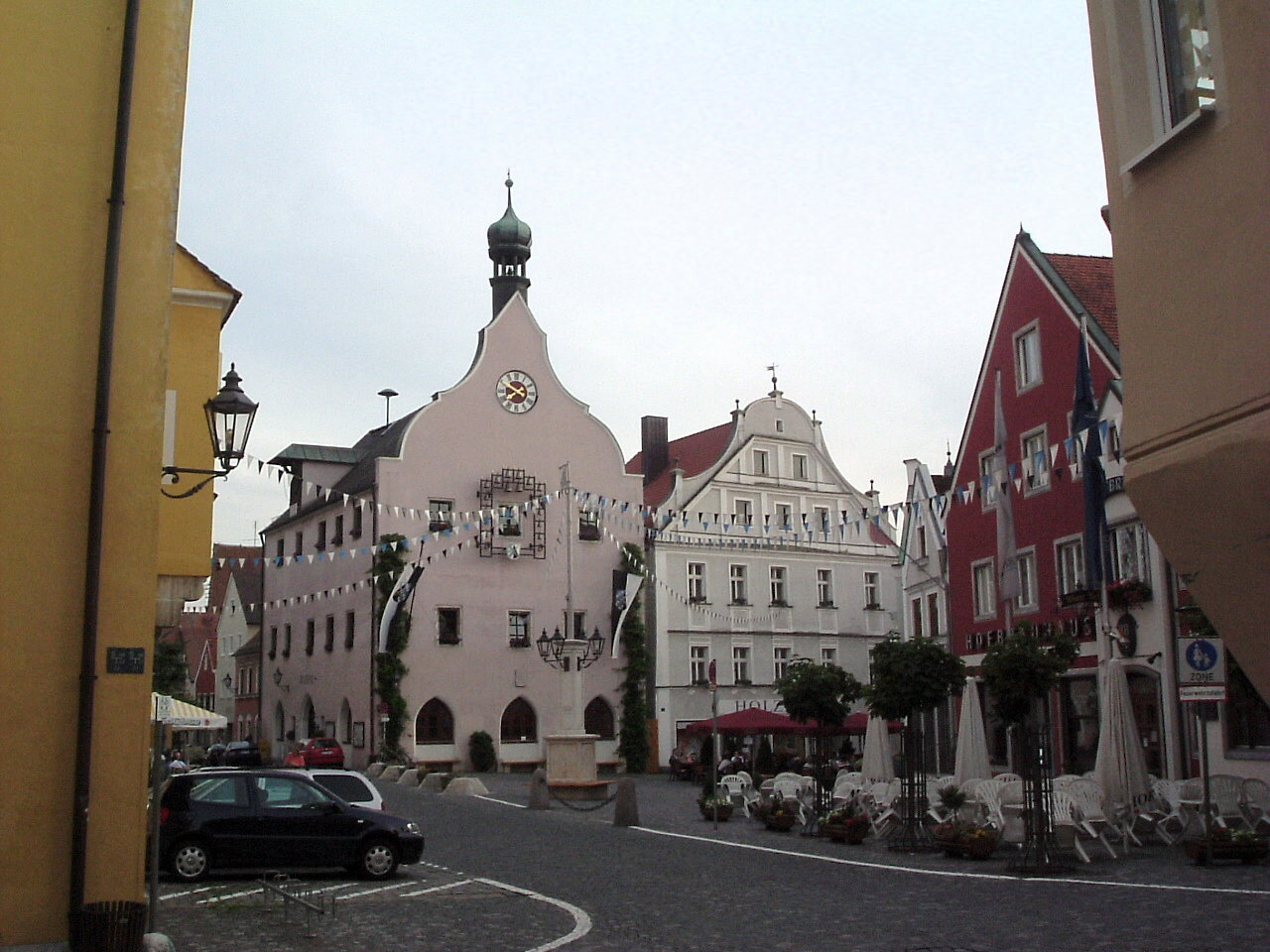
Stadtplatz von Abensberg mit Rathaus (mit Uhr am Giebel) vor der Generalsanierung

Das Rathaus in Abensberg, einer Stadt im niederbayerischen Landkreis Kelheim, wurde im 16. Jahrhundert errichtet. Das  Rathaus am Stadtplatz 1 ist ein geschütztes Baudenkmal.
Der spätgotische Giebelbau mit Renaissance-Wellengiebel und barockem oktogonalem Dachreiter wurde 1926 umgebaut. Die Fenstergewände sind meistens zweifach gekehlt.
Von Anfang 2018 bis Ende 2020 wurde das Rathaus generalsaniert und barrierefrei umgebaut. Der Haupteingang wurde auf die Giebelseite am Stadtplatz verlegt. Außerdem wurde ein südlich gelegenes Nebengebäude, das ebenfalls von der Stadtverwaltung genutzt wurde, abgerissen und ein Neubau errichtet. Im denkmalgeschützten Teil konnte ein Großteil der Baiusubstanz erhalten werden, nur der kontaminierte Dachstuhl musste komplett ersetzt werden.